# 巴哥犬
巴哥犬，原中文名哈巴狗，簡稱巴哥、八哥，是一種小型觀賞犬種。巴哥犬面黑，有很多褶皺，成年時身高大約25到28厘米，體重約為5至13公斤，壽命大約為12到15年。個性溫和。巴哥犬是優秀的家庭犬（house dog），在室內時不喜吠叫，警戒時低沉、響亮的吠叫聲，又足以使門外的陌生人誤以為是大型犬，而有警示的作用。原產地中國西藏。

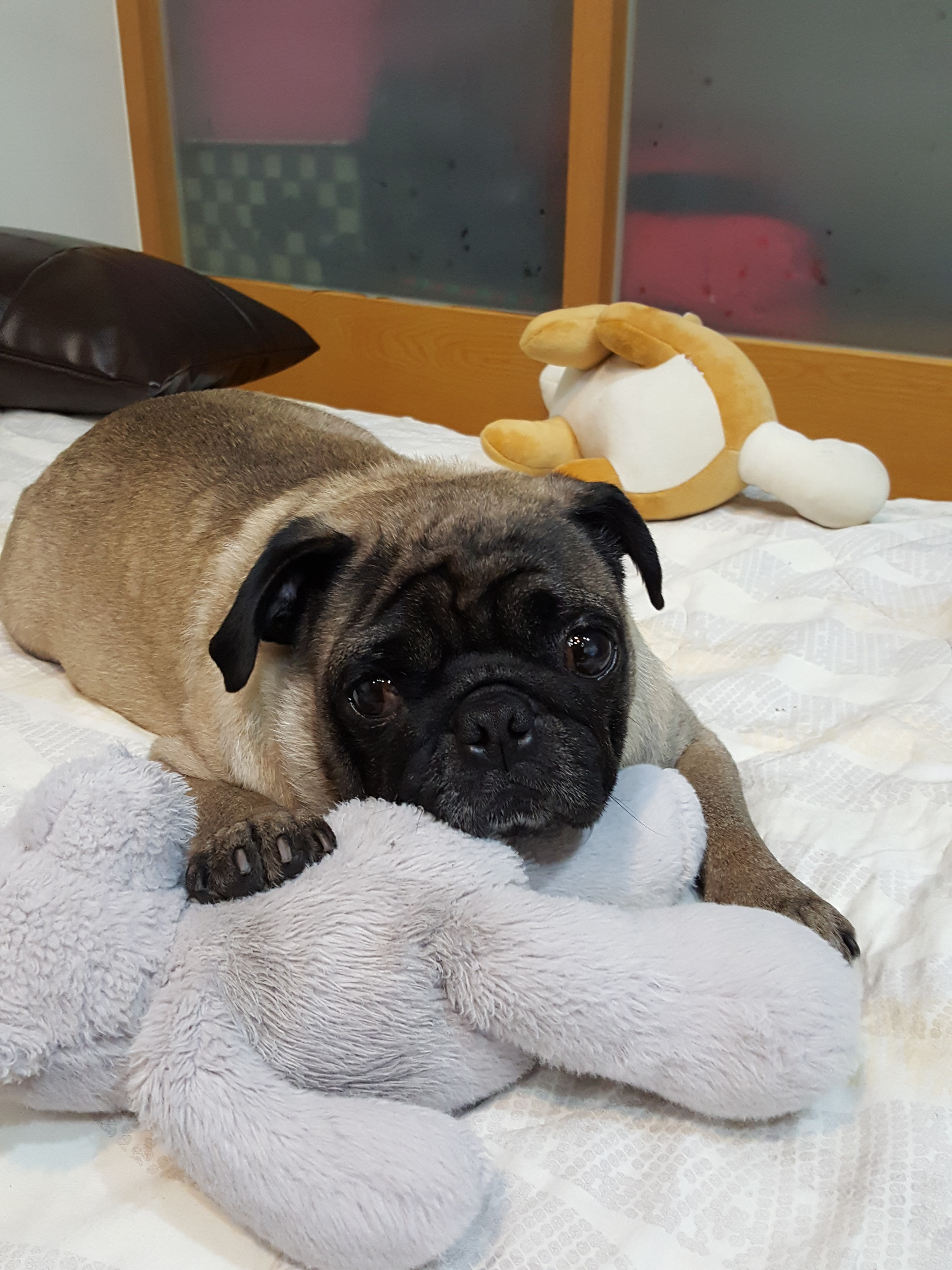
常見巴哥犬外型

## 名称起源
外表富有魅力，18世纪末正式命名为“巴哥”（Pug），「pug」 一詞來自古英語 pugg，這是一個小朋友的好玩的親切術語。或古英語pūca，意思是goblin、demon。
哈巴狗幼犬被稱為pugletitos。

## 起源與歷史
巴哥犬源於中國，有些人認為巴哥犬的祖先為北京犬，另外有些人看巴哥就好像縮小比例的獒犬。巴哥犬源於西藏培育，17世紀時由荷蘭傳到歐洲，當時在英國即把牠稱為「荷蘭犬」，據說飼養相當普遍，而目前的品種是後來在英國培育改良而成的。

## 健康問題與品種改良的關聯
巴哥犬，與法國鬥牛犬、北京犬、西施犬同樣屬於扁平臉（flat-faced）或稱短頭（brachycephalic）的犬種，這樣的特徵使得巴哥犬容易有許多健康問題，包含：呼吸系統、眼疾、脊椎疾病、心臟病與肺炎。與一般犬種的平均壽命相比，巴哥犬的平均壽命會減少四歲。因為這些健康問題，有獸醫呼籲應謹慎考慮購買巴哥犬；英國獸醫協會亦呼籲商人應停止在情人節賀卡上印製巴哥犬的肖像，因為這樣的商業化往往激起消費者對於扁平臉犬種的狂熱，卻忽略這些犬種的福祉。
作為古老的犬種，巴哥犬如今的扁平臉特徵，是二十世紀之後犬業人工選擇的結果。為了符合民眾對於寬大、扁平臉特徵的偏好（這樣的偏好則來自人類對於「似幼童的」特徵的喜愛），犬業縮短了巴哥犬的頭顱並拓寬其口腔頂，以強化扁平臉的特徵。相比十八世紀英國著名繪家威廉·賀加斯在其作品《威廉·賀加斯自畫像》（Painter and his Pug）所描繪的巴哥犬形象中，仍有明顯的吻部；如今美國犬業俱樂部所認可的巴哥犬種吻部標準則是：短、鈍、成方形。中國更有犬業培育出「鷹版巴哥」，增加巴哥犬鼻子上的皺褶，加劇呼吸困難的健康問題。
近年有獸醫呼籲道德培育（Ethical breeding）與「復古」巴哥犬，使巴哥犬的特徵回到過去，透過不過分強調扁平臉特徵，得以在保留巴哥犬特徵的同時，培育出更健康的犬種。